# 김용복
김용복(金瑢福, 1955년 10월 5일~)은 대한민국 제9·11대 강원도의원이다.

## 학력
- 동광중학교 졸업

## 경력
- 제10~11대 고성군수협조합장
- 새누리당 강원도당 고성군 사무소 사무국장
- 2014. 7.~2018. 6. 제9대 강원도의회 의원
- 2022. 7.~ 제11대 강원도의회 의원
  - 제11대 전반기 강원도의회 농림수산위원회 위원장
  - 2024. 7.~ 제11대 강원도의회 후반기 부의장[1]
  - 제11대 후반기 강원특별자치도의회 경제산업위원회 위원

## 역대 선거 결과
|  | 43.14% |

|  | 46.43% |

|  | 54.11% |